# Folsomia
Folsomia is een geslacht van springstaarten uit de familie van de Isotomidae. De wetenschappelijke naam van het geslacht is voor het eerst geldig gepubliceerd in 1902 door Victor Willem. Hij beschreef de nieuwe soort Folsomia candida die was aangetroffen in de Grot van Lorette-Rochefort. Willem koos de naam Folsomia als eerbetoon aan de Amerikaanse specialist van springstaarten Justus Watson Folsom.
Er zijn meer dan 130 soorten beschreven in dit geslacht, dat vooral voorkomt in het Holarctisch gebied. Er is een grote variatie in lichaamsgrootte, aantal ogen, en hoeveelheid pigment tussen de soorten, naargelang het soort habitat waarin ze leven.  De soorten die in volledige duisternis leven in grotten, zoals F. candida, zijn blind en kleurloos. Folsomia manolachei is eveneens een veel voorkomende soort in Europa en Azië, en leeft op de bodem van grasland of bossen in gematigde streken en verkiest vooral droge en warme habitats, terwijl F. quadrioculata vochtigere en koude gronden verkiest.
Folsomia sexoculata heeft zoals de naam aangeeft zes ogen, drie aan elke kant; Folsomia quadrioculata heeft er vier, twee aan elke kant. Dit is ook een veel voorkomende soort in Noord- en Midden-Europa en leeft op vochtige grond, onder stenen en hout of afgevallen bladeren, in humus en mos.